# Katholikenfrosch
Der Katholikenfrosch (Notaden bennettii) ist ein im Osten Australiens beheimateter Froschlurch und gehört zu der vier Arten umfassenden Gattung Notaden. Diese wird zur Familie der Australischen Südfrösche (Myobatrachidae) gerechnet. In manchen Übersichten wird sie aber auch in eine Familie Limnodynastidae eingeordnet, die von anderen Autoren nur als Unterfamilie Limnodynastinae innerhalb der Myobatrachidae aufgefasst wird. Der Trivialname leitet sich von einem Zeichnungsmuster des Rückens ab, das an ein schwarzes Kreuz erinnert. Im Englischen („Catholic Frog“, „Crucifix Toad“, „Holy Cross Toad“) wird darauf ebenfalls Bezug genommen. Die meiste Zeit des Jahres verbringt das Tier eingegraben im Erdboden.

## Merkmale

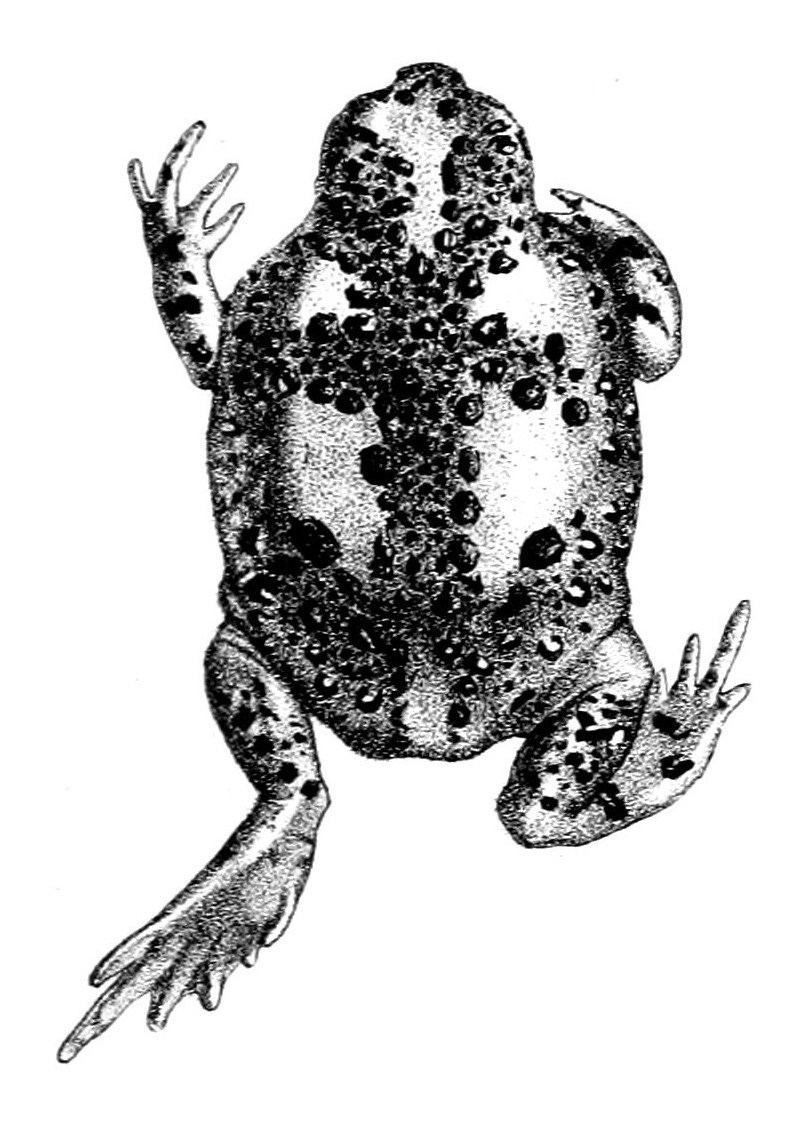
Dorsalansicht (Zeichnung)

Es handelt sich um einen plumpen Froschlurch mit sehr kurzen Beinen und einem kaum abgesetzten kurzschnauzigen Kopf. Durch zusätzliches Aufblähen des Körpers bei Bedrohung wirkt das Tier mitunter kugelrund. Die Kopf-Rumpf-Länge beträgt maximal 55 Millimeter. Die Grundfärbung der drüsenreichen, flachwarzigen Oberseite ist gelb, oliv oder grün, worauf schwarze, zum Teil auch rote, weiße und gelbe Flecken ein oft kreuzähnliches Muster ergeben. Gelbe, weiße und schwarze Punkte finden sich auch auf den Flanken. Die Unterseite ist weiß und glatthäutig. Zwischen den Zehen der Hinterfüße sind kleinere Schwimmhäute vorhanden. Die Fersenhöcker sind zu harten Grabeschaufeln umgeformt. Damit kann sich der Frosch rückwärts wie ein Korkenzieher windend in den Boden eingraben.

## Verbreitung

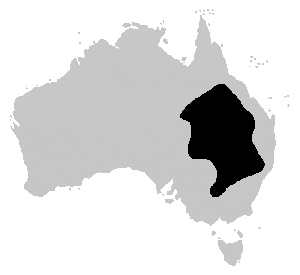
Ungefähres Verbreitungsgebiet des Katholikenfrosches (in Schwarz)

Die Art ist im östlichen und südöstlichen Australien verbreitet, namentlich in den Bundesstaaten New South Wales und im Süden von Queensland. Naturräumlich befindet sich das Areal im Murray-Darling-Becken, im sogenannten Channel Country sowie in Teilen der Region East Central Queensland. Dabei werden vor allem Tiefland und Ebenen westlich der Great Dividing Range besiedelt, insgesamt eine Fläche von etwa 615.000 Quadratkilometern.

## Lebensraum und Lebensweise
Der Katholikenfrosch bewohnt Flusstäler und offene bis bewaldete, teils savannenartige Hanglagen, bevorzugt mit Schwarzerdeböden. Die meiste Zeit des Jahres hält er sich tief eingegraben im Boden auf, wo er trockene Phasen bei stark eingeschränktem Stoffwechsel überdauert (Sommerruhe).
Nur nach starken Regenfällen werden die Tiere aktiv, kommen an die Oberfläche und nutzen diese Perioden zur Fortpflanzung und zum Nahrungserwerb. Sie sind dann im Gegensatz zu vielen anderen Amphibien auch tagaktiv. Die Männchen suchen flache Tümpel auf und äußern auf der Wasseroberfläche eulenähnliche Paarungsrufe („whuh-uh-uh“). Hat sich ein Paar gefunden, werden die Eier ins Wasser abgegeben. Ein Weibchen kann pro Jahr 200 bis 1000 Eier produzieren. Die später schlüpfenden Kaulquappen sind klein und grau-braun bis dunkelbraun gefärbt. In Anpassung an das kurzlebige Gewässer vollziehen sie ihre Entwicklung bis zur Metamorphose zu kleinen Fröschen relativ schnell.
Die Hauptnahrung der Art besteht aus Termiten und Ameisen.
Wird ein Katholikenfrosch von einem Fressfeind ergriffen und Druck auf seine Rückenhaut ausgeübt, tritt ein gelbliches, schnell sehr klebrig werdendes Sekret in größeren Mengen aus. Dennoch wurde das Tier von den Aborigines als schmackhafte Zusatznahrung genutzt, indem man seine Haut abzog und vor allem die Schenkel verzehrte.

## Sonstige Weblinks
- Ein Bild von Notaden bennettii, ein weiteres Bild von Notaden bennettii